# Большой Маук
Большой Маук (в некоторых источниках просто Маук) — река в России, протекает по Каслинскому району Челябинской области. Впадает в Пименов (Нижне-Маукский) пруд. Далее через озеро Карасье, Киреты и Большие Касли вода попадает в озеро Иртяш — исток Течи. До середины XVIII века, до создания Нижне-Маукского пруда и изменения русла, река впадала непосредственно в озеро Иртяш. Длина реки составляет 28 км.
Водоразделом между бассейнами рек Большой Маук и Генералка является гора Маук.
У реки есть 2 притока: Средний Маук и Малый Маук, исток всех трёх рек на хребте Тёплые горы. В 0,8 км от устья справа в Большой Маук впадает Малый Маук. В этом месте Большой Маук протекает через Зацепинский пруд. С Зацепинского пруда осуществляется питьевое водоснабжение города Касли.
На реке раньше располагался Маукский прийск добычи россыпного золота. Возле реки имеются запасы торфа. На участке бассейна реки возле железнодорожной станции Маук у одноимённой горы и посёлка располагается Маукское медноколчеданное золотосодержащее месторождение.

## Данные водного реестра
По данным государственного водного реестра России относится к Иртышскому бассейновому округу, водохозяйственный участок реки — Теча, речной подбассейн реки — Тобол. Речной бассейн реки — Иртыш.
Код объекта в государственном водном реестре — 14010500712111200003122.